# Abraham Kuenen
Abraham Kuenen (16. september 1828 i Haarlem—10. december 1891 i Leiden) var en hollandsk teolog.
Kuenen, som var professor ved Leidens Universitet studerede både teologi og semitisk filologi, men samlede sig om det Gamle Testamente, på hvilket område han blev en af de mest fremragende repræsentanter for den kritiske forskning i slutningen af 1800-tallet. Hans skrifter udmærker sig alle ved skarpsindighed, klarhed og minutiøs omhu.
I sine værker: Historisch-kritisch onderzoek naar het ontstaan en de verzameling van de boeken des ouden verbonds, 1—3 (Leiden 1861—65, omarbejdet 1885—93), og De godsdienst von Israel tot den ondergang van den joodschen staat, 1—2 (Haarlem 1869—70) har han dels givet en kritisk analyse af det Gamle Testamentes skrifter, dels en fremstilling af dets religions historie ud fra lignende principper som dem, der ledede Wellhausen.